# Orico

Mapa con la ubicación aproximada de algunas de las principales ciudades del antiguo Epiro. Orico estaba en la parte norte de Epiro.

Orico (en griego, Ὤρικος) fue una antigua ciudad griega en la región de Epiro.
Plinio el Viejo recoge una tradición de que había sido fundada por los colcos pero Pseudo Escimno atribuye su fundación a griegos procedentes de Eubea. Según Lane Fox, la colonia fue fundada por eubeos, posiblemente fue un emporio eretrieo. Mantenía relaciones comerciales con la ciudad isleña de Corcira. Originariamente era una isla, pero ya en la Antigüedad terminó conectada con el continente. Cubría un área de 5 hectáreas, pero los restos arqueológicos son escasos.
Es mencionada por Heródoto como un puerto situado no lejos del país de Apolonia en la desembocadura de un río llamado Ados o Aoo. En el Periplo de Pseudo-Escílax se la sitúa a ochenta estadios del mar y a sesenta de Amantia. Estrabón, por otra parte, dice que estaba entre Búlice y los montañas Ceraunias, donde comienza el canal que sirve de entrada al golfo Jónico y al Adriático. Añade que el puerto de Orico se llamaba Panormo. Otras fuentes antiguas la describen como un limen o puerto, que finalmente logró el estatus de polis, puesto que del 230 al 168 a. C. emitió sus propias monedas con la leyenda ΩΡΙΚΙΩΝ ('de los oricios'). 
En el año 214 a. C., Orico, que no estaba fortificada, había sido tomada por Filipo V de Macedonia pero desde la ciudad pidieron ayuda a los romanos y poco después fue conquistada por el romano Marco Valerio Levino.
Nuevamente fue tomada en el año 48 a. C. por Julio César, junto con Apolonia y otras ciudades de Epiro que abandonaron las guarniciones de Pompeyo.
Se localiza en la actual Pascha Liman, en Albania.